# Reinhard Wieczorek
Reinhard Wieczorek (* 1. November 1945 in Berchtesgaden) ist ein deutscher Jurist und Kommunalpolitiker. Nach Tätigkeit als Richter am Bayerischen Landessozialgericht und am Bayerischen Verfassungsgericht war er Leiter des Arbeits- und Wirtschaftsreferats der Landeshauptstadt München.

## Werdegang
Nach dem Abitur am Theresien-Gymnasium München und seinem Jurastudium mit Promotion an der Ludwig-Maximilians-Universität München mit einer Arbeit zum Patentrecht war Wieczorek zunächst als Richter am Arbeitsgericht München und ab dem Jahr 1985 am Bayerischen Landessozialgericht tätig. In den Jahren 1990 bis 2003 war er zudem Richter am Bayerischen Verfassungsgericht. Als erster Referent für Arbeit und Wirtschaft arbeitete Wieczorek in einem neugeschaffenen Amt für die Landeshauptstadt München. Dieses Amt übte er ab dem Jahr 1991 aus, bis er 2009 von Dieter Reiter abgelöst wurde.

## Bedeutung als Kommunalpolitiker
Wieczorek ist Mitglied der SPD. In seine Amtszeit als Wirtschaftsreferent fielen wichtige Umstrukturierungen in der Münchner Wirtschaft wie der Umzug des Messebetriebs von der Theresienhöhe und die Eröffnung der Neuen Messe München in Riem oder die Eröffnung des zweiten Terminals des Flughafens München. Einer Privatisierung der städtischen Betriebe, wie sie andernorts vorangetrieben wird, – etwa der städtischen Krankenhäuser – hat sich Wieczorek entgegengestellt.

## Ehrungen
- Bundesverdienstkreuz am Bande, 2011